# Avenue des Forces armées
Pour les articles homonymes, voir Forces armées.
L’avenue des Forces armées est une rue de Gombe à Kinshasa en République démocratique du Congo. 

## Situation et accès
Elle relie le camp Kokolo au boulevard du 30 juin, croisant notamment l'avenue Sergent-Moke et l'avenue de la Gombe. 

## Origine du nom
Le nom rend hommage aux forces armées de la république démocratique du Congo.

## Historique
Cette avenue a connu plusieurs appellations au fil du temps :
- « Avenue du Prince de Liège » à l’époque coloniale belge, en référence à la royauté belge.
- « Avenue du Haut-Commandement » après l’indépendance, soulignant son rôle militaire.

Aujourd'hui, elle est connue sous le nom d'« avenue des Forces-Armées », situé dans la commune de Gombe, un quartier administratif et diplomatique de Kinshasa.

## Bâtiments remarquables et lieux de mémoire
Le quartier qu’elle traverse est encore appelé quartier prince de Liège et on y trouve notamment l’école belge de Kinshasa, le Lycée Prince de Liège mais également l'Inspection Générale des Finances (IGF) inauguré en 2024,.